# Estronci
L'estronci és l'element químic de símbol Sr i nombre atòmic 38. És un metall del grup dels alcalinoterris situat en el 5è període de la taula periòdica. Fou descobert pel químic irlandès Adair Crawford el 1790 en el mineral estroncionita, descobert a una mina de la ciutat d'Strontian, Escòcia. S'empra el nitrat d'estronci en pirotècnia per produir el color vermell, s'utilitza per millorar les propietats del vidre per a les pantalles de cristall líquid (LCD), la raó Sr-87/Sr-86 és el paràmetre típicament utilitzat en la datació radiomètrica de la investigació geològica, l'Sr-89 es fa ús en la teràpia contra el càncer d'òssos i de pròstata, el carbonat d'estronci s'empra per millorar la duresa del vidre i de l'esmalt de la ceràmica de les vaixelles.

## Història

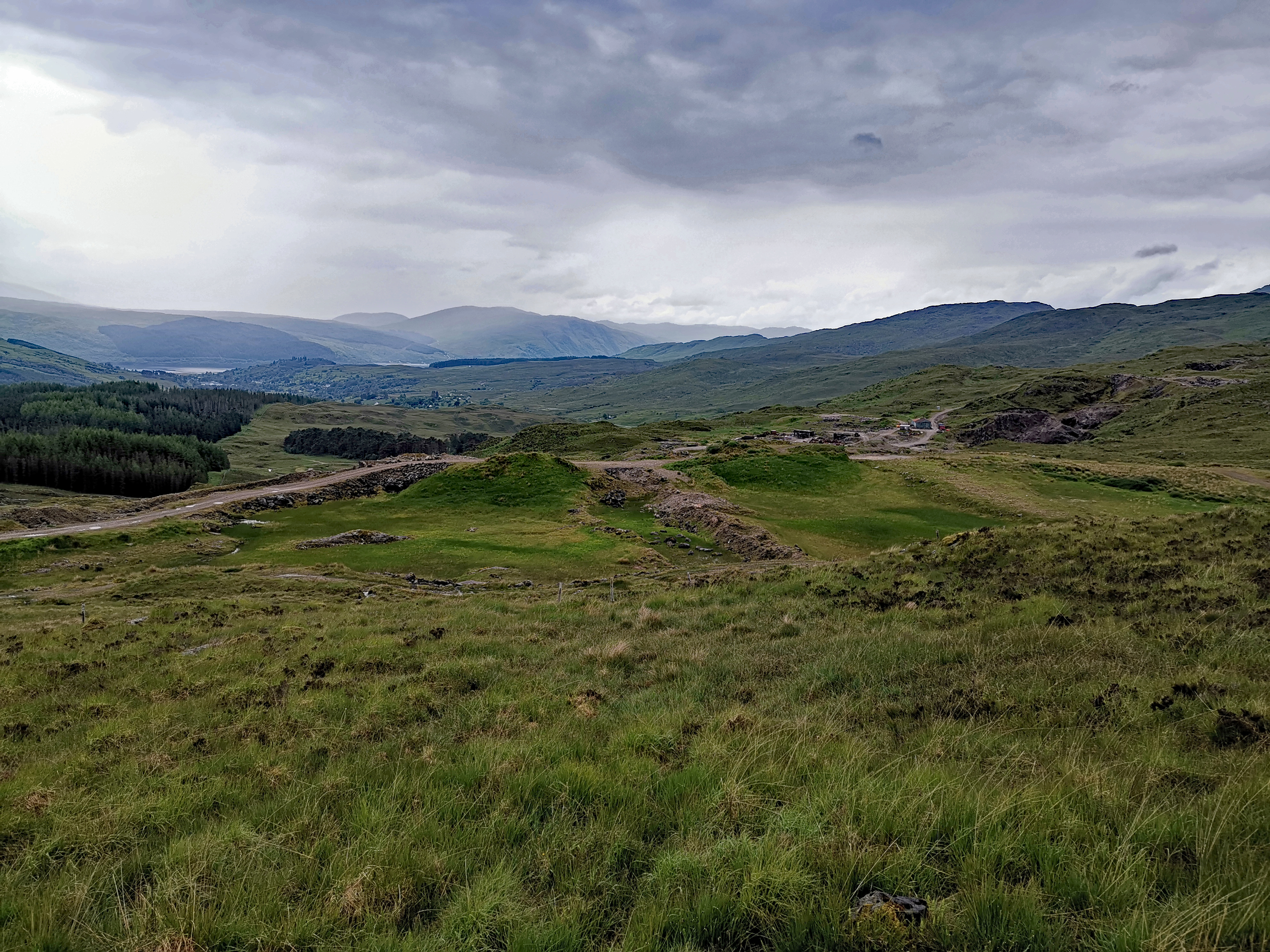
Zona de la mina de plom d'Sròn an t-Sìthein.

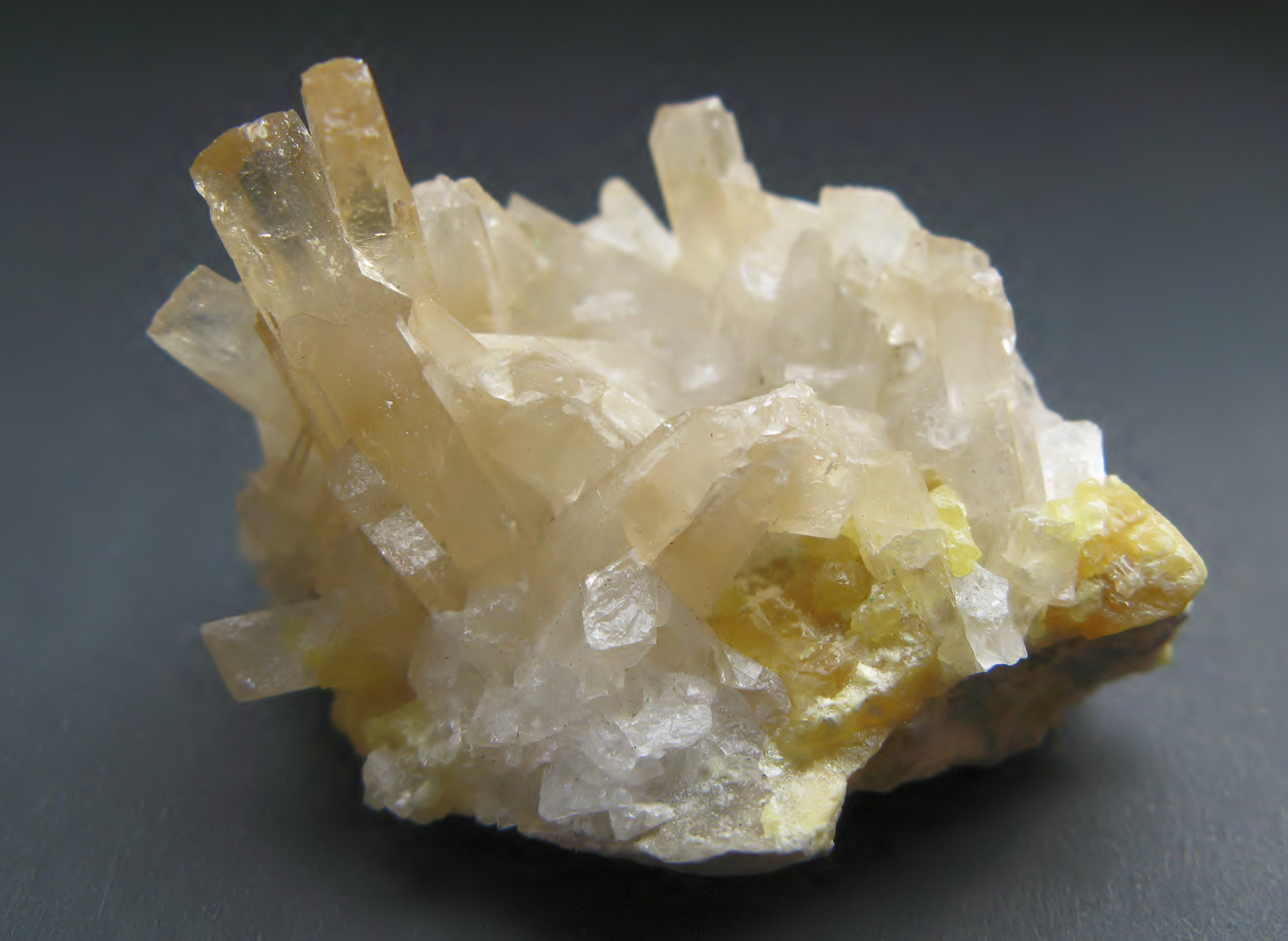
Cristalls blancs d'estroncianita i grocs de sofre.

El 1787, un mineral intrigant arribà a Edimburg des d'una mina de plom del poble escocès anomenat en gaèlic escocès Sròn an t-Sìthein (en anglès Strontian), a la vora del llac marí Sunart, comptat d'Argyll, a les Terres altes occidentals. En aquell moment, es pensava que era un mineral de bari. Fou tres anys més tard que el metge irlandès de Scott, Adair Crawford (1748-1795), ajudat pel químic William Cruickshank (?-1810?) publicà un article que afirmava que el mineral contenia una nova terra (un nou òxid) d'un nou element químic. El 1798, el químic escocès Thomas C. Hope (1766-1844) i l'alemany Martin Heinrich Klaproth (1743-1817), independentment, prepararen una sèrie de composts amb l'element del nou mineral, assenyalant que provocava que la flama de l'espelma cremés de color vermell, mentre que els composts de bari donaven un color verd. El 1808, el químic anglès Humphry Davy (1778-1829) aïllà un metall suau i argentat del nou mineral mitjançant l'electròlisi. El mineral prengué el nom estroncianita del poble on es trobà, i del mineral s'anomenà estronci al nou element.

## Abundància i obtenció

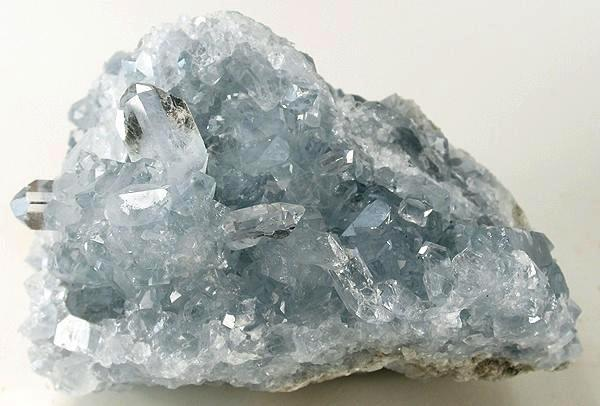
Celestina SrSO4.

L'estronci és un element abundant en l'escorça terrestre, ocupant la posició 16a en quan a abundància dels elements. Representa una mitjana del 0,034 % de totes les roques ígnies i es troba, majoritàriament, en forma de sulfat (celestina) i carbonat (estroncianita). Actualment, s'han identificat 211 minerals que el contenen. Els que el contenen en més d'un 45 % són: estronciofluorita {\displaystyle {\ce {SrF2}}} (69,75 %), estroncianita {\displaystyle {\ce {SrCO3}}} (59,35 %), estronadelfita {\displaystyle {\ce {Sr5(PO4)3F}}} (59,04 %), olekminskita {\displaystyle {\ce {Sr(Sr,Ca,Ba)(CO3)2}}} (49,02 %); tausonita  {\displaystyle {\ce {SrTiO3}}} (47,75 %) i celestina {\displaystyle {\ce {SrSO4}}} (47,70 %). En els ossos i dents de tots els habitants de la Terra hi ha petites quantitats d'estronci. En el cos humà hi ha una mitjana de 320 mg d'estronci (als ossos ho hi troba la major concentració, de 35 a 140 ppm, després als teixits hi ha entre 120 a 350 ppb i la sang té una concentració de 30 ppb).

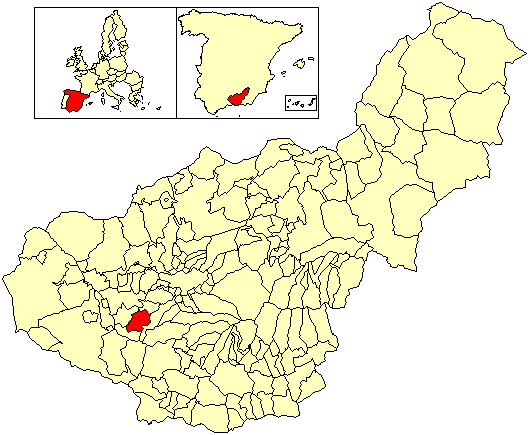
Localització del municipi d'Escúzar, a la província de Granada.

La similitud dels radis iònics del calci i l'estronci fa que aquest pugui substituir al primer en les xarxes iòniques de les seves espècies minerals, el que provoca que l'estronci es trobi molt distribuït. La celestita es troba en bona part en dipòsits sedimentaris de grandària suficient perquè la seva mineria sigui rendible, raó per la qual és la principal mena d'estronci, encara que l'estroncianita seria —en principi— millor, ja que l'estronci es consumeix principalment en forma de carbonat. No obstant això, els dipòsits d'estroncianita econòmicament viables trobats fins a la data són escassos. El 2022 el primer productor mundial fou Espanya amb 130 000 t (celestina a la mines de Montevives i d'Escúzar a Granada) i seguida de l'Iran amb 110 000 t, la Xina amb 80 000 t i Mèxic amb 22 000 t.
El metall es pot extreure per electròlisi del clorur fos barrejat amb clorur de potassi. Al càtode es redueix el catió {\displaystyle {\ce {Sr^2+}}} a estronci metàl·lic, i a l'ànode s'oxida el clorur a clor segons les semireaccions redox:
{\displaystyle {\ce {Sr^2+ + 2e- -> Sr}}}{\displaystyle {\ce {2Cl- -> Cl2 + 2e-}}}
També pot obtenir-se per aluminotèrmia (mètode de Guntz, 1907), és a dir, reducció de l'òxid amb alumini en buit a la temperatura de 1 200 °C:
{\displaystyle {\ce {2Al + 3SrO -> Al2O3 + 3Sr}}}

## Propietats

### Propietats físiques
L'estronci és un metall blanc de color argentat brillant, quelcom mal·leable. El seu punt de fusió és de 777 °C, el d'ebullició 1 382 °C i la seva densitat 2,64 g/cm³ a 20 °C. Presenta tres estats al·lotròpics amb punts de transició a 235 °C i 540 °C.

### Propietats químiques

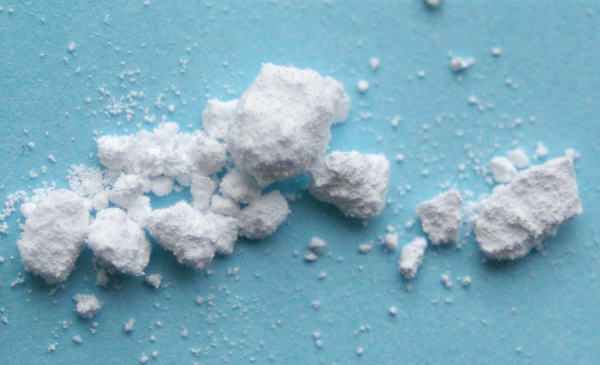
Òxid d'estronci SrO.

La configuració electrònica de l'estronci és [Kr]5s2 i l'estat d'oxidació en els seus composts sempre és el +2.
La superfície de l'estronci està coberta amb una fina capa d'òxid que ajuda a protegir el metall dels atacs de l'aire, però és més fina que la capa corresponent de magnesi. Un cop encès, el metall d'estronci crema a l'aire per donar una barreja d'òxid d'estronci blanc {\displaystyle {\ce {SrO}}} i nitrur d'estronci {\displaystyle {\ce {Sr3N2}}}. Les reaccions són:
{\displaystyle {\ce {2Sr(s) + O2(g) -> 2SrO(s)}}}{\displaystyle {\ce {3Sr(s) + N2(g) -> Sr3N2(s)}}}

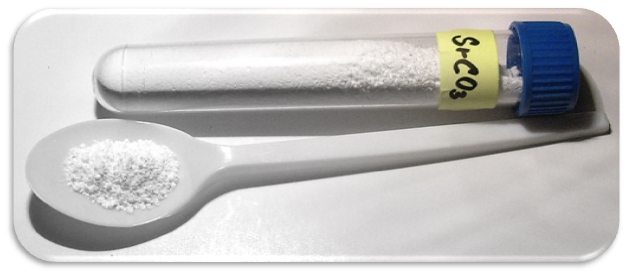
Carbonat d'estronci SrCO3.

L'òxid d'estronci s'obté normalment escalfant carbonat d'estronci {\displaystyle {\ce {SrCO3}}}. L'estronci, dos llocs per sota del magnesi a la taula periòdica, és més reactiu amb l'aire que el magnesi. Per altra banda l'estronci també reacciona amb l'hidrogen per a produir hidrur d'estronci:
{\displaystyle {\ce {3Sr(s) + H2(g) -> Sr3H2(s)}}}
L'estronci reacciona lentament amb l'aigua per formar hidròxid d'estronci {\displaystyle {\ce {Sr(OH)2}}} i hidrogen. L'estronci s'enfonsa a l'aigua i al cap d'una estona són evidents les bombolles d'hidrogen que s'enganxen a la superfície del metall. La reacció és més ràpida que la del calci (immediatament per sobre de l'estronci a la taula periòdica) però més lenta que la del bari (immediatament per sota de l'estronci a la taula periòdica).
{\displaystyle {\ce {Sr(s) + 2H2O(g) -> Sr(OH)2(aq) + H2(g)}}}

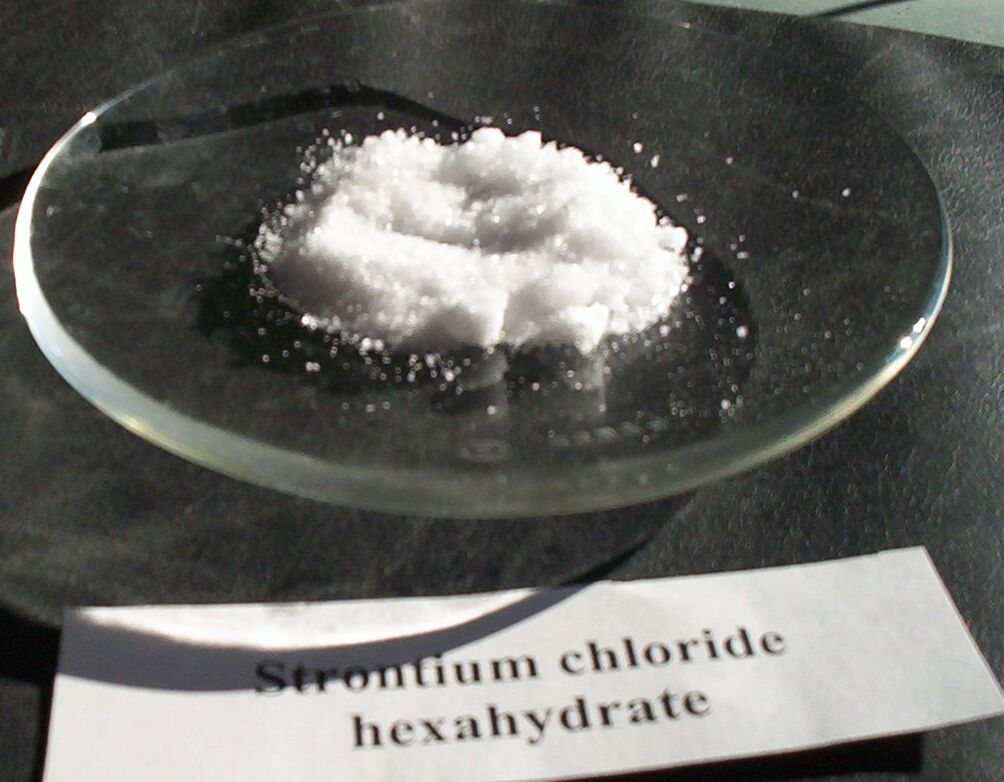
Clorur d'estronci—aigua(1/6) SrCl*6H2O
.

L'estronci és molt reactiu amb els halògens i reacciona per formar fluorur d'estronci, clorur d'estronci, bromur d'estronci i iodur d'estronci segons les reaccions següents. La reacció amb el brom té lloc a uns 400 °C i la reacció amb el iode necessita escalfar l'estronci a un vermell apagat. Les reaccions són:
{\displaystyle {\ce {Sr(s) + F2(g) -> SrF2(s)}}}{\displaystyle {\ce {Sr(s) + Cl2(g) -> SrCl2(s)}}}{\displaystyle {\ce {Sr(s) + Br2(g) -> SrBr2(s)}}}{\displaystyle {\ce {Sr(s) + I2(g) -> SrI2(s)}}}
Aquests compost es poden obtenir més fàcilment per reacció del carbonat d'estronci {\displaystyle {\ce {SrCO3}}} amb les dissolucions aquoses dels halogenurs d'hidrogen (àcid fluorhídric, àcid clorhídric...) segons la reacció general:
{\displaystyle {\ce {SrCO3(s) + HX(aq) -> SrX2(aq) + H2O(l) + CO2(g) \; \; \; (X = F, Cl, Br, I)}}}
L'estronci es dissol fàcilment en àcid clorhídric diluït o concentrat per formar solucions que contenen el catió Sr(II) aigua juntament amb el gas hidrogen:
{\displaystyle {\ce {Sr(s) + 2HCl(aq) -> Sr^{2+}(aq) + 2Cl^{-}(aq) + H2(g)}}}
En amoníac líquid l'estronci es dissol formant el complex hexaaminestronci:
{\displaystyle {\ce {Sr + NH3 -> Sr(NH3)6}}}

## Isòtops
L'estronci té quatre isòtops naturals estables: Sr-84 (0,56 %), Sr-86 (9,86 %), Sr-87 (7,0 %) i Sr-88 (82,58 %). Únicament l'isòtop Sr-87 és radiogènic, producte de la desintegració del rubidi 87. Per tant, l'Sr-87 pot tenir dos orígens: el format durant la síntesi nuclear primordial (juntament amb els altres tres isòtops estables) i el format pel decaïment del rubidi.
Es coneixen trenta-un isòtops radioactius amb nombres màssics del 73 al 107; i tres isòmers nuclears. De l'Sr-89 a l'Sr-102 són produïts en la fissió nuclear de l'urani 235, tant en les explosions atòmiques com a les centrals nuclears. El més important és l'Sr-90, de 28,9 anys de període de semidesintegració, que representa un important risc sanitari, ja que substitueix amb facilitat al calci en els ossos i destrueix el moll. La seva desintegració es pot representar com:{\displaystyle {\ce {^90_38Sr -> ^90_39Y + ^0_{-1}e}}}

## Aplicacions

### Indústria química

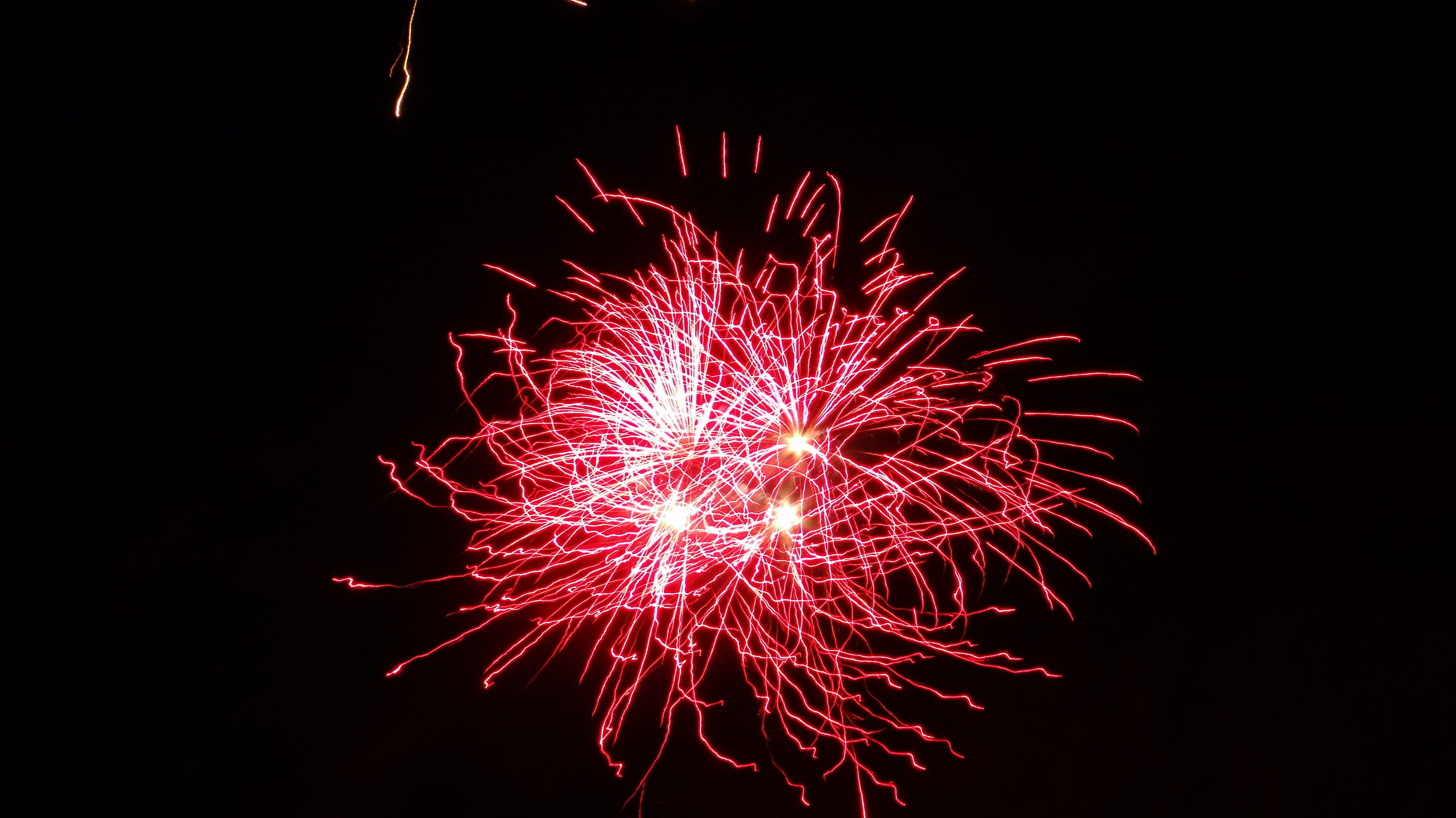
Focs d'artifici de color vermell aconseguits gràcies a l'estronci.

Els composts d'estronci, especialment el nitrat d'estronci {\displaystyle {\ce {Sr(NO3)2}}}, s'utilitzen com a pigment vermell en la fabricació de focs d'artifici i en bengales de senyalització d'emergències. L'estronci s'utilitza en la producció electrolítica de zinc, ja que elimina les impureses de plom contingudes en el mineral. El carbonat d'estronci {\displaystyle {\ce {SrCO3}}} s'usa per a eliminar els sulfats en el tractament de les aigües residuals.

### Indústria del vidre i la ceràmica

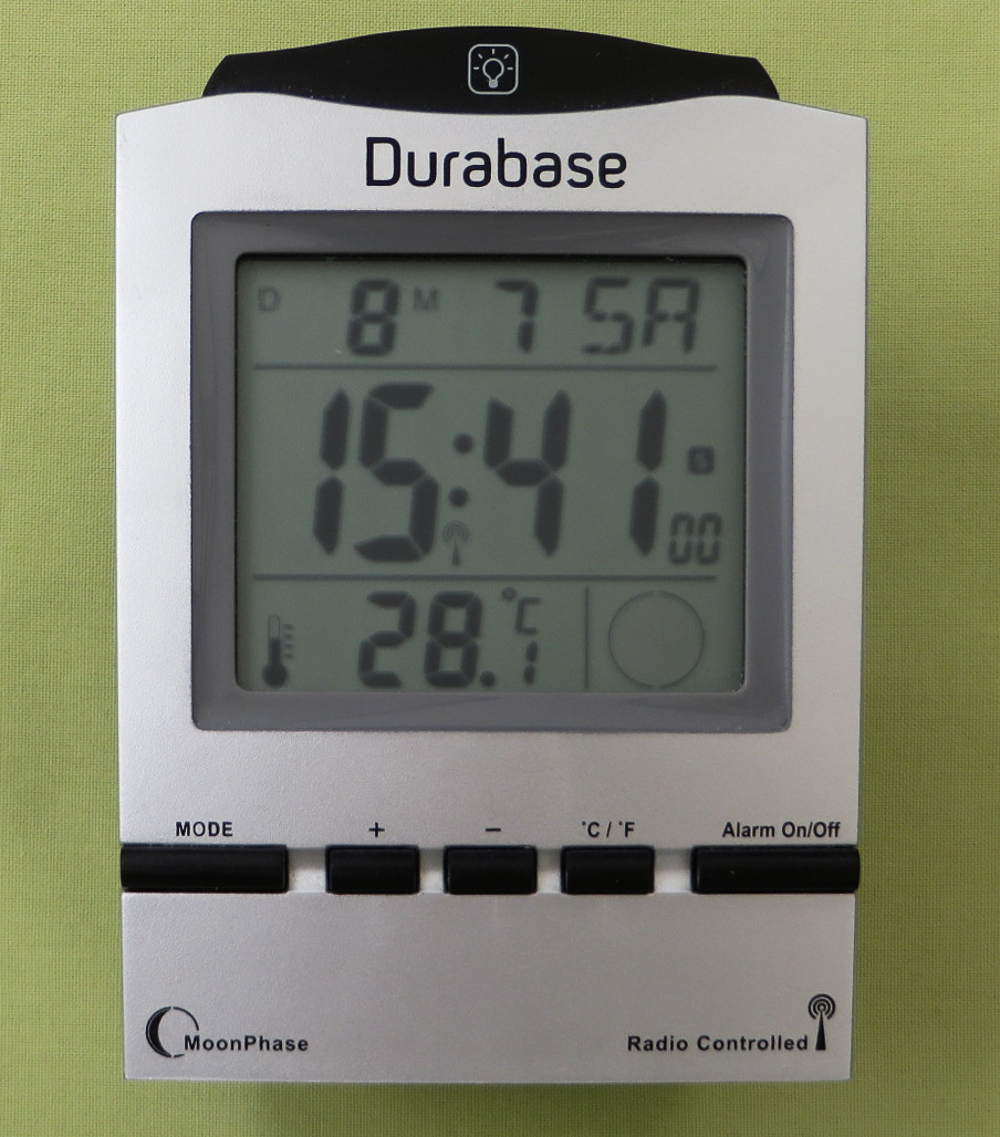
Pantalla LCD.

L'estronci millora les propietats del vidre per a les pantalles de cristall líquid (LCD). El carbonat d'estronci s'afegeix al vidre per a millorar-ne la duresa, la resistència a les ratllades, augmentar-ne la lluïssor i la facilitat de poliment. El carbonat d'estronci també es fa servir en l'esmaltatge de la ceràmica per a les vaixelles per tal de millorar la resistència a l'abrasió i evitar la formació de bombolles durant el procés de cocció de la ceràmica.

### Generadors elèctrics
L'estronci 90 es fa servir en generadors d'energia autònoms. És un dels emissors de partícules β– d'alta energia i llarg període de semidesintegració més coneguts, i s'empra en generadors termoelèctrics per radioisòtops (SNAP, Systems for Nuclear Auxiliary Power) per a satèl·lits artificials, vehicles espacials, estacions meteorològiques remotes, balises de navegació i, en general, aplicacions en les quals calgui una font d'energia elèctrica lleugera i amb gran autonomia.

Ranelat d'estronci.

### Medicina
L'isòtop radioactiu Sr-89 es fa ús en la teràpia contra el càncer d'òssos i de pròstata, i l'Sr-85 s'ha fet servir en radiologia. En forma de medicament, el ranelat d'estronci s'empra per augmentar la massa i la resistència òssia de pacients amb osteoporosi.

### Altres camps
Fins fa poc, el principal ús de l'estronci era en cristalls d'òxid d'estronci que s'afegia al vidre amb què es fabricaven els tubs de rajos catòdics dels televisors en color, a causa de l'existència de regulacions legals que obliguen a utilitzar aquest metall per a filtrar els raigs X evitant que incideixin sobre l'espectador. L'estronci també s'empra en la fabricació d'imants ceràmics de ferrita per a millorar-ne l'eficàcia; aquests imants s'empren en motors elèctrics d'automòbils, altaveus, etc.
La raó Sr-87/Sr-86 (datació rubidi-estronci) és el paràmetre típicament utilitzat en la datació radiomètrica de la investigació geològica, trobant-se entre valors entre 0,7 i 4,0 en distints minerals i roques.
El titanat d'estronci {\displaystyle {\ce {SrTiO3}}}té un índex de refracció extremadament alt i una dispersió òptica major que la del diamant, propietats d'interès en diverses aplicacions òptiques. També s'ha usat ocasionalment com a pedra preciosa. Altres compostos d'estronci s'utilitzen en la fabricació de ceràmiques, productes de vidre, pigments per a pintures (cromat) i llums fluorescents (fosfat).

## Precaucions
L'estronci pur és extremadament reactiu i crema espontàniament en presència d'aire, pel qual es considera un risc d'incendi. Per la seva similitud atòmica, el cos humà absorbeix l'estronci igual que el calci. Les formes estables (no radioactives) d'estronci no provoquen efectes adversos significatius en la salut, però el Sr-90 radioactiu s'acumula en el cos perllongant l'exposició a la radiació i provocant diversos trastorns, inclòs el càncer d'ossos i la leucèmia.